# Kolonka
Kolonka je selo u Mazovskom vojvodstvu, Radomski povjat u Poljskoj. Od 1975. do 1998. godine selo je pripadalo prijašnjem Radomskom vojvodstvu.
Za vrijeme Drugog svjetskog rata, u šumi kod Kolonke djelovala je gerilska skupina Armia Krajowa. Poručnik "Longin" Dąbkowski i Stanisław Siczek "Jeleń" preuzeli su kontrolu ove skupine.
Od 1945. do 1975. selo je pripadalo prijašnjem Kjelckom vojvodstvu, a od 1975. do 1998. prijašnjem Radomskom vojvodstvu.
U Kolkonci nalazi se stadion Narodnog sportskog kluba "Jodła Jedlnia-Letnisko" (1939.).